# História da Sicília

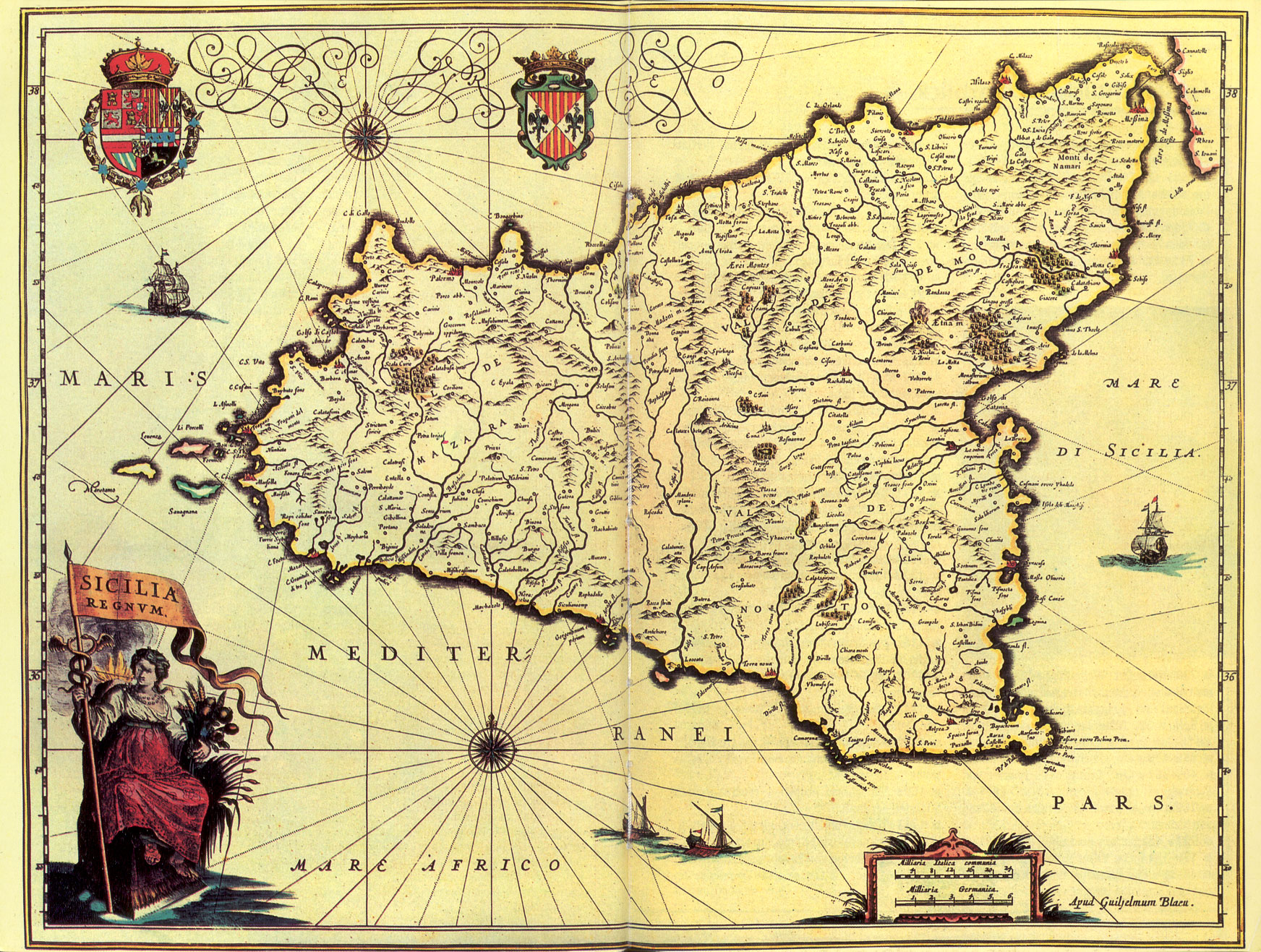
Mapa antigo da Sicília (cerca de 1600)

A Sicília é a maior das ilhas do mar Mediterrâneo, separada da Calábria, na península Itálica, pelo estreito de Messina, que possui apenas três quilômetros de largura. Devido à sua posição geográfica, a Sicília sempre teve um papel de importância nos eventos históricos que tiveram como protagonistas os povos do Mediterrâneo. 
A vizinhança de múltiplas civilizações enriqueceu a Sicília de assentamentos urbanos, de monumentos e de vestígios do passado que fazem da região um dos lugares privilegiados onde a história pode ser revista através das imagens dos sinais que o tempo não apagou. Trata-se de uma região riquíssima em monumentos antigos e sítios de interesse arqueológico (Agrigento, Selinunte, Siracusa, Segesta e Taormina).

## APré-históriae aAntiguidade

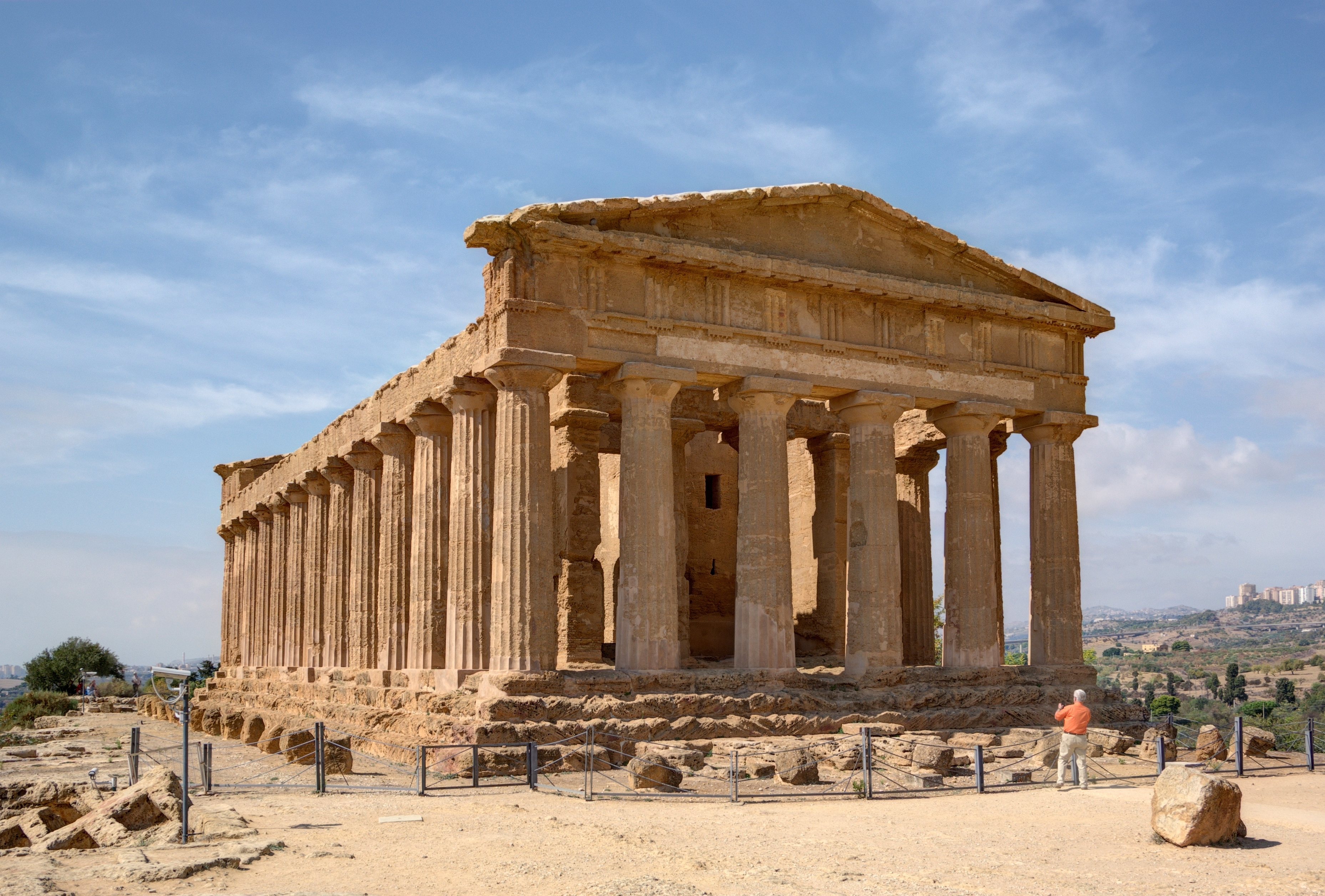
Ruínas do Templo da Concórdia em Agrigento

Durante o III e II milênio a.C., a Sicília foi povoada pelos sicanos, elímios e sículos. No século IX a.C., os fenícios fundaram entrepostos de comércio no oeste da ilha. Estrabão escreveu também de  um outro povo que visse na ilha, os morgetes.
No século VIII a.C., os gregos colonizaram as costas leste e sul, região que se tornou conhecida como Magna Grécia, fundando prósperas colônias de comércio. Siracusa, fundada por Corinto por volta do ano 734 a.C., foi a principal cidade da ilha, sobre a qual exerceu sua hegemonia.
A Sicília acabou se tornando uma das regiões mais importantes do Império cartaginês. Entre os séculos V e III a.C., conflitos entre Cartago e os gregos (liderados por Siracusa) caracterizaram a história da ilha.
Ao fim da primeira guerra púnica, Roma conquistou a Sicília e a converteu em sua principal produtora de trigo. Augusto instalou as colônias de Palermo, Siracusa, Catânia etc. O banditismo e a pirataria, entretanto, aceleraram o declínio da ilha, que chegou a ser uma das províncias mais ricas de Roma, no tempo da República.

## Sicília vândala (440 - 493)
A ilha esteve totalmente sob controle romano, até a invasão dos vândalos em 440 que dominaram a ilha até a chegada dos ostrogodos.
A dominação vândala da Sicília iniciou-se em 440, com a conquista pelo rei Genserico, e concluiu-se entre 484 e 496, sob o reino de Guntamundo, que perdeu a última cidade vândala na ilha, Lilibeo (atual Marsala).
Genserico tornou-se rei em 428, com a morte de seu irmão Gunderico. Depois de ter conquistado todo o norte da África, em 440 uniu-se aos berberes. Em Cartago, sua base, organizou uma grande frota com a qual, no mesmo ano, desembarcou na Sicília. Os vândalos começaram a assaltar a ilha, destruindo Palermo e impedindo também os navios bizantinos de Teodósio II de aportar para combater os bárbaros.
Em 442, o que restava do Império Romano do Ocidente reconheceu as conquistas vândalas e foi assim constituído um Estado verdadeiro. Em 476, Odoacro, rei dos hérulos, iniciou uma sangrenta guerra contra os vândalos, recuperando quase toda a Sicília com um tributo. Lilibeo permaneceu como a única fortaleza vândala.
Sob Gutemondo, neto de Genserico, entre 484 e 496, a Sicília foi conquistada inteiramente pelos ostrogodos.

## Sicília ostrogoda (493-555)
Depois da queda do Império Romano do Ocidente, os ostrogodos, ao dominarem toda a península Itálica, acrescentaram a Sicília aos seus domínios por mais de meio século. Em 468, sob o rei Genserico, os vândalos vindos da África conquistaram a Sicília, e a Sardenha. Os vândalos restituíram a ilha a Odoacro mediante o pagamento de grande tributo, porém mais tarde o rei Teodorico, o Grande não manteve o acordo. A dominação ostrogoda encerrou-se com a conquista bizantina definitiva sob Narses.

### Primeira dominação ostrogoda

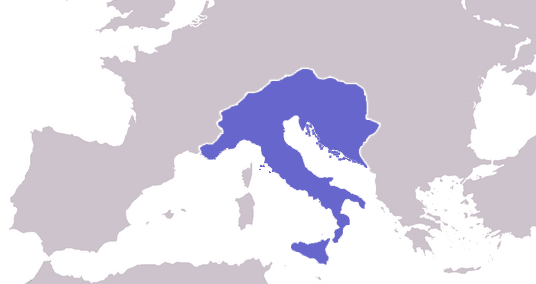
O Reino Ostrogótico

Em 476, Genserico, rei dos vândalos, derrotado nas guerras contra Odoacro, decidiu ceder a ilha em troca de um tributo. Permaneceu sob controle vândalo a cidade de Lilibeu (atual Trapani). Em 493, Odoacro foi morto por Teodorico, o Grande, rei dos ostrogodos, que assim dominou toda a Itália. Sob o reino de Teodorico, ocorreu o ápice do poder ostrogodo na península, pois logo depois o Império Bizantino iniciou uma longa guerra de reconquista (Guerra Gótica).
Em 535, Justiniano II ordenou a Belisário que atacasse os ostrogodos. O general, com 15 000 soldados conquistou rapidamente a ilha e penetrou na Itália peninsular. 

### Segunda dominação ostrogoda
Até 549, a ilha foi dominada pelos bizantinos, mas a guerra desses contra o Império Búlgaro desviou a atenção da guerra na Itália e os ostrogodos reconquistaram o território perdido. Tótila, com o assédio de Roma no outono de 549, reconquistou a Itália. O seu domínio, porém, durou muito pouco. Justiniano enviou à Itália o general Narses, que infligiu várias derrotas aos ostrogodos graças a uma invasão de surpresa pelo norte. 
Em 552, entre Gualdo Tadino e Gubbio, os exércitos de Tótila e de Narses se enfrentaram numa grande batalha. Tótila morreu na batalha. Substituído por Teia, seu reino durou só o tempo de ser derrotado definitivamente pelos bizantinos na Batalha de Mons Lactarius, ao sul de Nápoles, em outubro de 552 ou início de 553.

## Sicília bizantina (535-1043) e Sicília árabe (827-1091)
No decorrer das Guerra Gótica, Belisário anexou a ilha ao Império Bizantino em 535, um domínio que durou até o século IX.

### Conquista bizantina
No início do século VII, a Sicília tornou-se um tema por ordem do imperador Heráclio, o Tema da Sicília. Ainda no século VII, os árabes iniciaram incursões na Sicília, considerada por eles um ponto estratégico, de onde se podia controlar todo o mar Mediterrâneo.

### Primeira tentativa de invasão árabe

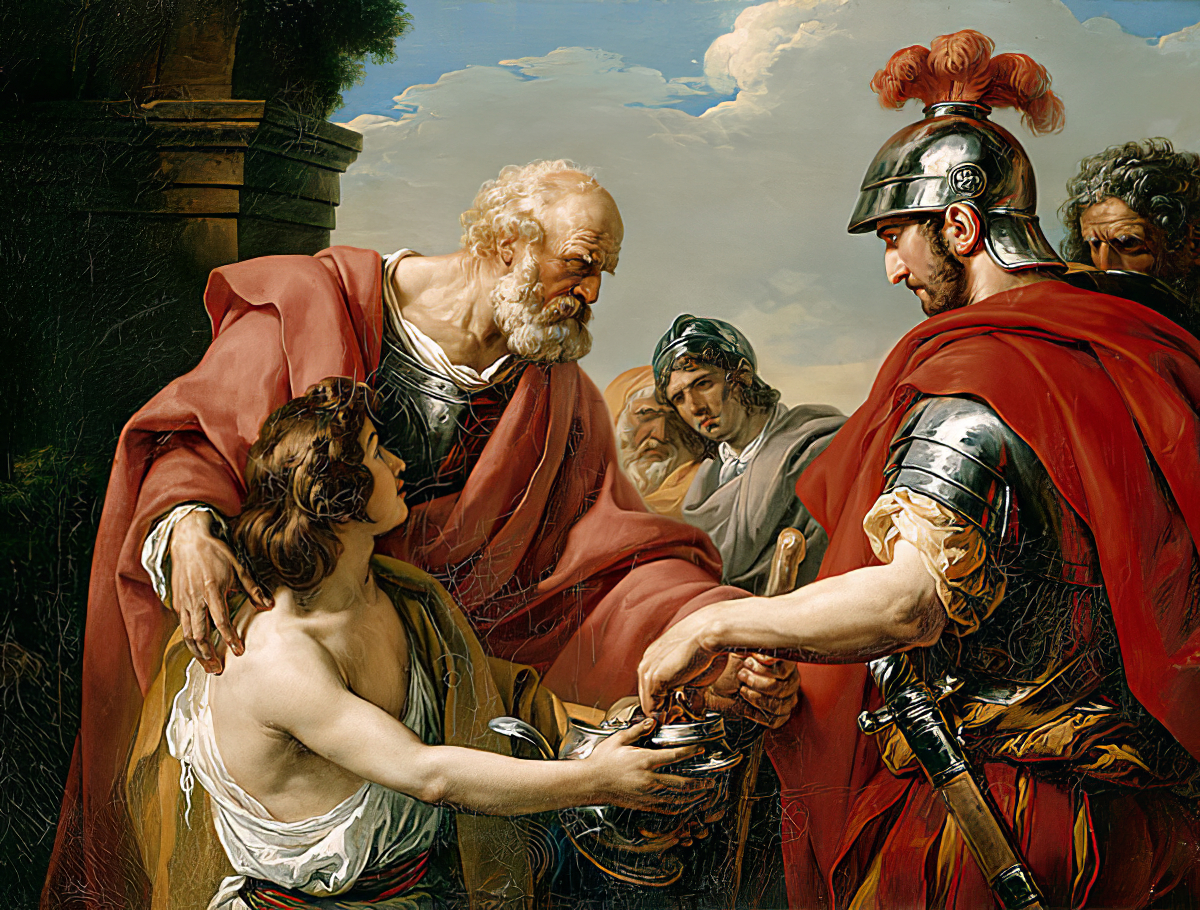
Belisário por François André Vincent, 1776. Belisário, o conquistador da Itália, cego e mendicante, é reconhecido por um de seus soldados

A desagregação do Império Bizantino e sua debilidade se faziam sentir na Sicília, alimentando um descontentamento, em uma área que sempre, seja politicamente seja culturalmente, se sentia mais vizinha e atraída por Roma e pelo Império Romano do Ocidente que por Constantinopla e pelo Império Bizantino.
Entre 803 e 820, a eficiência bizantina no quadrante central do Mediterrâneo começou a decrescer vistosamente, na época do governo da imperatriz Irene de Atenas. O turmarca da frota bizantina Eufêmio de Messina, que havia tomado o poder na Sicília com a ajuda de vários nobres pede ajuda aos árabes em 825 para apoiar seu domínio sobre a ilha. Os bizantinos reagiram duramente sob a liderança de Fotino e Eufêmio, derrotado em Siracusa, escapou a Ifríquia. Lá encontrou refúgio sob o emir aglábida de Cairuão, Ziadate Alá I, a quem pediu ajuda para realizar um desembarque na Sicília e caçar os odiados bizantinos.
Os Aglábidas eram então dotados de um agudo contraste que contrapunha a componente indígena berbere, islamizada a seguir às primeiras conquistas islâmicas do século VII e conduzida por Almançor Altumbudi, ao exército árabe que se juntava em Ifríquia (na atual Tunísia) à época da instituição do emirado, por vontade do califa Harune Arraxide com o primeiro emir Ibraim ibne Alaglabe.
Os muçulmanos, que talvez já tivessem planejado uma invasão da Sicília, preparavam uma frota de 70 navios, chamando ao jiade marítimo o maior número de voluntários, oficialmente para atender a uma obrigação moral mas de fato para afastar de Ifríquia o maior número possível de súditos facínoras que criavam graves tensões, tanto entre a população árabe quanto entre os berberes, com graves problemas para a população civil.

### Conquista árabe

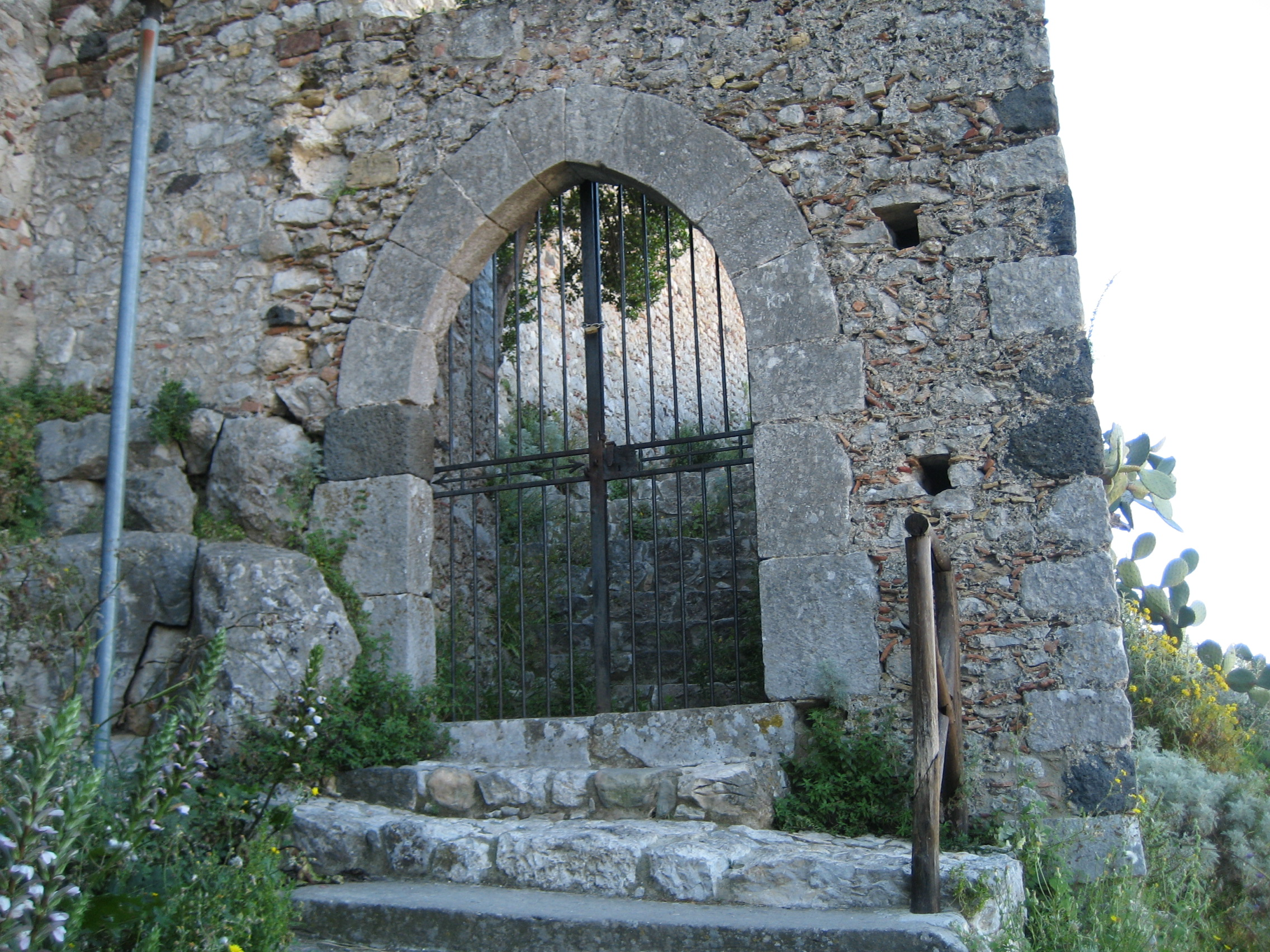
Portal no Castelo Sarraceno em Taormina, testemunho da presença árabe

A invasão teve início em 17 de junho de 827 e a massa em grande parte berbere, mas sob liderança árabe ou persa, foi creditada ao cádi de Cairuão, Asad ibn al-Furat, grande jurista maliquita autor da famosa Asadiyya. O desembarque ocorreu em Capo Granitola, próximo a Mazara del Vallo e foi ocupada Marsala (em árabe: Marsa ‘Alī, o porto de ‘Alī ou Marsa Allāh, o porto de Deus) e os centros foram fortificados e usados como cabeça de ponte e base de atracamento para os navios.
A expedição que pretendia com toda probabilidade (além do lendário imaginário cristão) efetuar uma penetração profunda na ilha, não se ilude de poder superar as formidáveis defesas de Siracusa, a capital bizantina da ilha, mas a substancial debilidade bizantina, há pouco saída de uma duro conflito contra o usurpador Tomás o Eslavo, fez Asad pensar na concreta possibilidade que a inicial tentativa estratégica pudesse ser mudada a uma expedição de verdadeira conquista.
Foi assim possível aos muçulmanos, que já haviam tomado Girgenti (atual Agrigento, sempre com a grande maioria berbere), tomar, em agosto e setembro 831, Palermo, eleita capital da Sicília islâmica (Siqilliyya), depois Messina, Módica (845) e Ragusa, enquanto Castrogiovanni (atual Enna) foi tomada somente em 859. Resistia Siracusa, sede do estratego da qual dependiam tanto o drungariato de Malta quanto os ducados de Calábria, de Otranto e, ao menos teoricamente, de Nápoles.

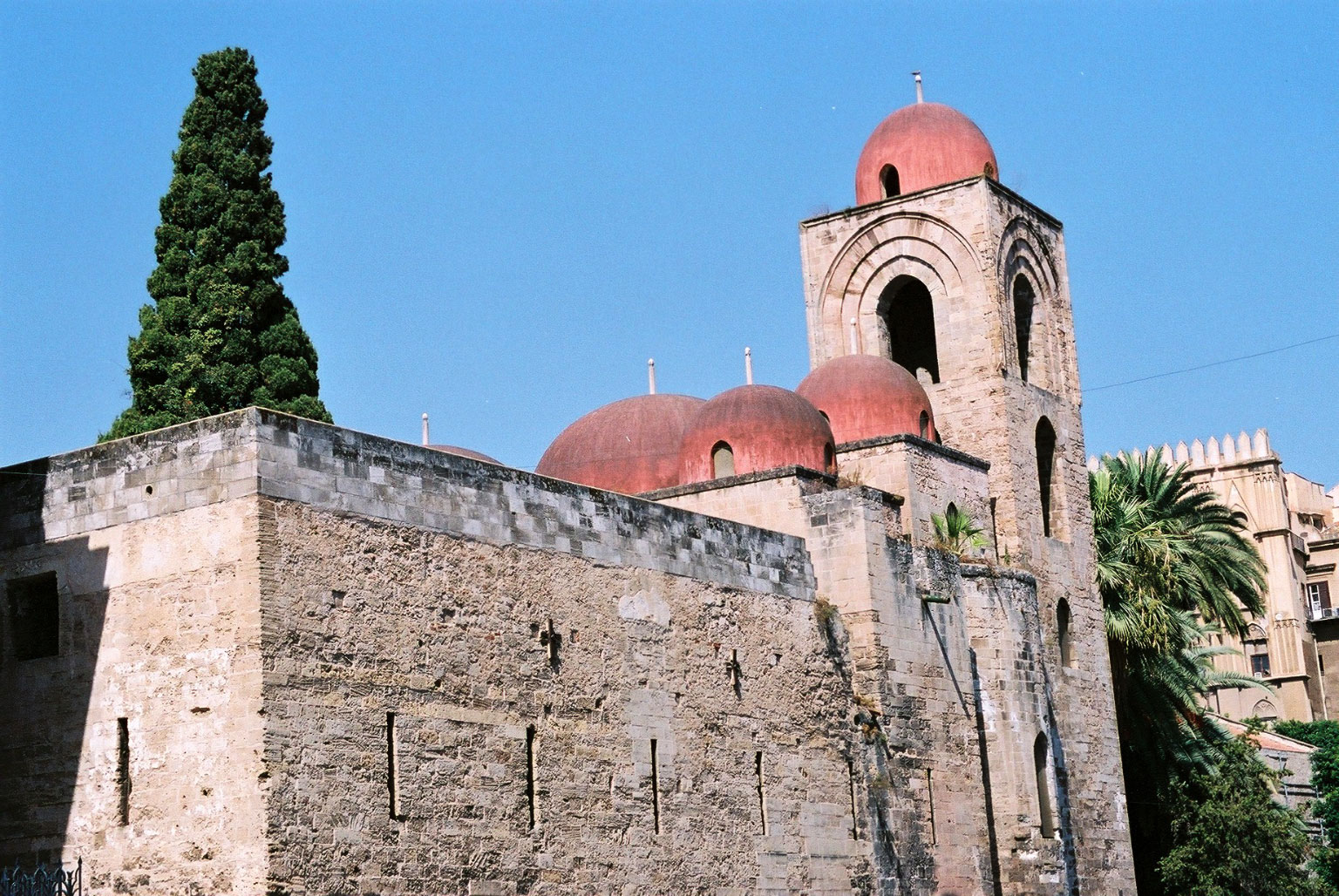
Igreja de São João dos Eremitas, em Palermo, com cúpulas em estilo árabe

Foi necessário mais de uma década para vencer a resistência dos habitantes do solo Val di Mazara e para apoderar-se entre 841 e 859 de Val di Noto e Val Dèmone. Siracusa, superado o bloqueio imposto em 872-873 por Cafaja ibne Sufiane ibne Sauadane, caiu em 21 de maio de 878, a meio século do primeiro desembarque, ao término de um implacável assédio que se conclui com o massacre de 5 000 habitantes e com a escravização dos sobreviventes, resgatados somente muitos anos mais tarde.
A última fortaleza importante da resistência bizantina a ceder foi Tauromênio (atual Taormina) em 1 de agosto de 902 sob o ataque do emir Ibraim ibne Amade. O último pedaço de terra a resistir aos muçulmanos foi Rometta que capitulou somente em 963.
Ibraim II na sua vontade de prosseguir a jiade, tentou alcançar a Itália para depois chegar, se disse com grande fantasia, até Constantinopla. Passou portanto o estreito de Messina e percorreu na direção norte para a Calábria. Não encontrou particular resistência mas sua marcha parou nas imediações de Cosença que talvez tenha sido a primeira cidade a opor uma certa resistência ao invasor. Porém a parada ocorreu mais por desordens com as quais as operações militares foram envolvidas e pela carência de condução militar e de resultados concretos. Ademais Ibraim, com disenteria, morreu e suas tropas, no limite da desordem, se retiraram. Assim se conclui a tentativa de conquista da "Terra grande" (al-arḍ al-kabīra).

### Tentativa de reconquista bizantina

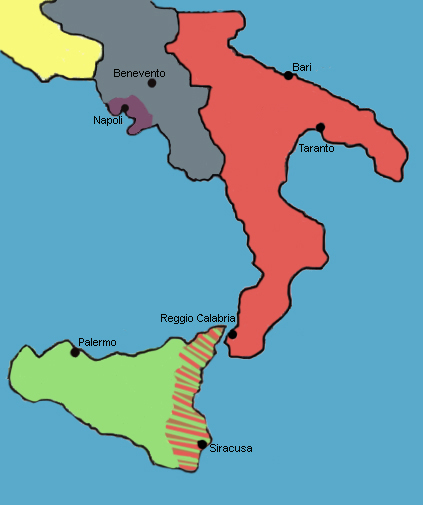
As conquistas de Jorge Maniace na Sicília em vermelho tracejado

Sabe-se que Basílio II Bulgaróctono em 1025 tinha planejado a reconquista da Sicília. Mas não pode iniciá-la porque morreu no mesmo ano. O plano de Basílio foi esquecido por alguns anos, mas depois o imperador Miguel IV, o Paflagônio, reencontrando as cartas do projeto de Basílio, e tão logo os viu se entusiasmou, e quis iniciar logo esta campanha de reconquista, que foi confiada ao grande general bizantino Jorge Maniaces.
Durante o século XI, houve na Sicília muçulmana uma profunda crise política que opôs o imã fatímida aos governadores Kalbidi, que ao final foram vencidos. Do conflito se aproveitaram os  bizantinos que, em 1038, empreenderam um efêmero intento de reconquista da ilha.
Ao comando da expedição bizantina estava Estêvão, irmão do imperador Miguel IV, enquanto o comando militar das tropas era confiado ao general Maniace. As tropas eram formadas de numerosos lombardos comandados por Arduíno d'Ivrea e por uma companhia de normandos comandados pelo futuro rei da Sicília Guilherme.

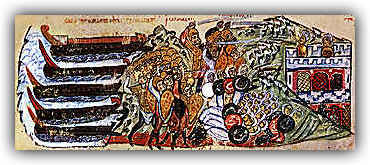
Imagem representando o exército bizantino que desembarca na Sicília comandado por Jorge Maniaces.Da crônica de João Escilitzes, no manuscrito conhecido como "Escilitzes de Madrid"

A expedição usou como cabeça-de-ponte a base de Reggio Calabria e após cruzar o estreito, ocupou Messina e depois se dirigiu à antiga capital da ilha, Siracusa. Maniace foi o único comandante que conseguiu, antes dos normandos e temporariamente (provavelmente em 1043), libertar a cidade dos muçulmanos. Como testemunho do fato, mandou as relíquias de Santa Lúcia a Constantinopla e construiu na cidade uma fortificação que ainda existe, embora ampliado, e tem o nome de "Castelo de Maniace". Também o transporte das relíquias de Santa Ágata durante o século XI ocorreu durante a mesma expedição.
Em 1040, entre Randazzo e Troina estavam as tropas muçulmanas de Abedalá. No local da batalha foi fundado o monastério de Santa Maria di Maniace. O antigo cenóbio se encontra hoje próximo a Maniace na província de Catânia. Abedalá por sorte ou talvez por erro de estratégia de Estevão se recusou a enfrentá-lo.
Porém uma série de eventos funestos, e uma revolta de Arduíno puseram em crise a expedição que teve que abandonar a Sicília e retirar-se até à Apúlia. Em 1043, à frente do exército Jorge Maniace repreendeu a revolta, constituída de normandos e lombardos e graças ao bom resultado da batalha, os seus soldados quiseram colocá-lo no lugar do imperador bizantino Constantino IX Monômaco.
Sob o domínio árabe, Palermo floresceu. Dois séculos de domínio sarraceno encerraram-se no século XI quando a Sicília tornou-se um Estado normando.

## Sicília normanda (1060-1194)

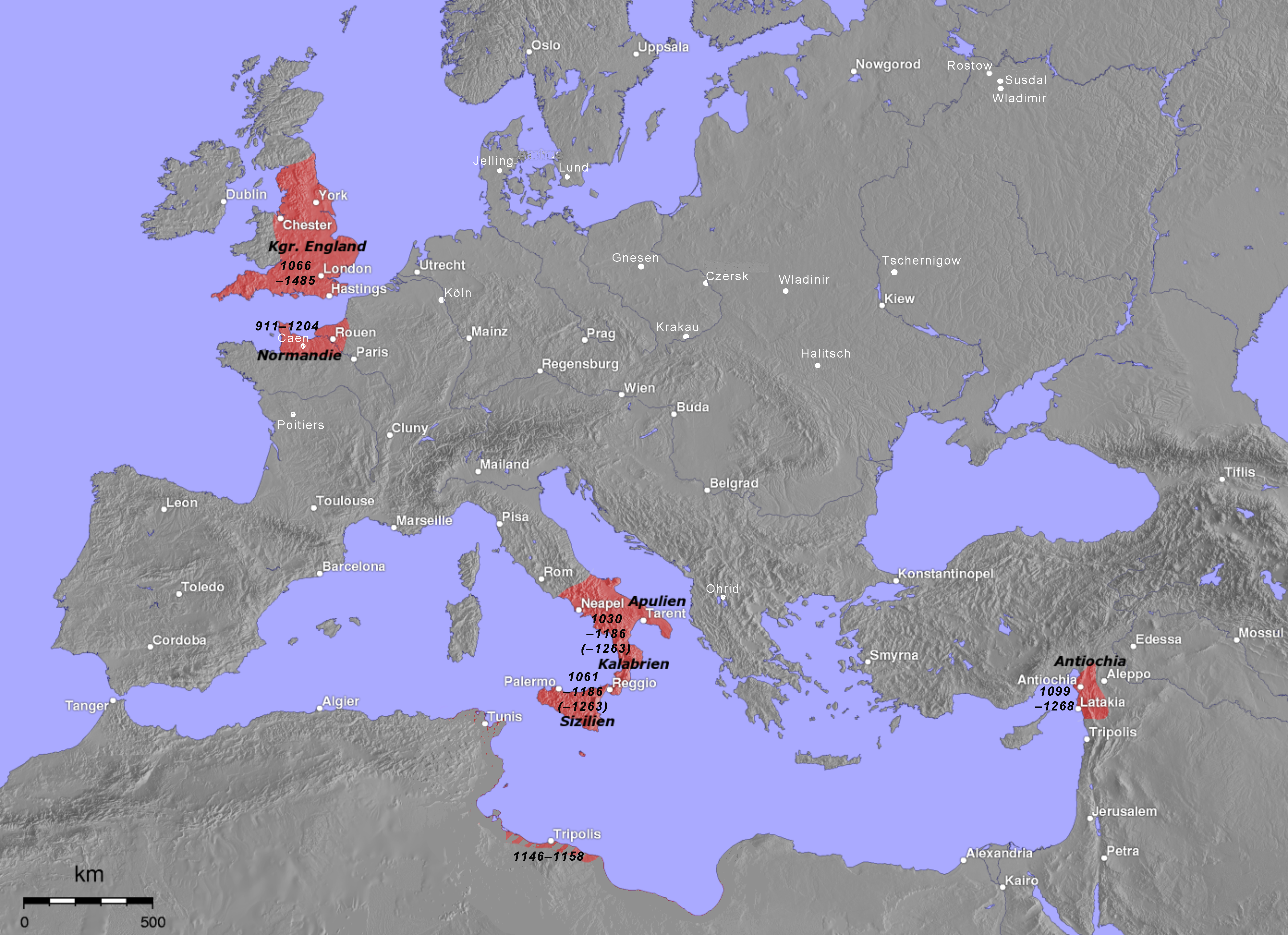
Território normandos - século XII

Quase contemporaneamente à conquista da Inglaterra, grupos de normandos se dirigiram ao sul da península itálica, inicialmente como mercenários, motivados pela possibilidade que ofereciam as rebeliões antibizantinas na Apúlia. Nessa época a maior parte da Península Itálica era dominada pelo Reino Lombardo, enquanto a Sicília estava dominada pelos árabes, lá chamados de sarracenos. Os mercenários normandos, por volta de 1025, prestavam seus serviços para várias tarefas, como a proteção dos peregrinos que iam ou retornavam de Jerusalém ou a luta aos sarracenos. Desta maneira enriqueceram, constituindo-se em senhores territoriais (o primeiro foi o condado de Aversa com Rainulfo Drengoto em 1027). Logo, para dar uma direção política se aliaram à família dos Altavila guiada por Guilherme Braço de Ferro (morto em 1046), que liderou uma mudança radical no domínio político-territorial do Mezzogiorno.
O Papa Leão IX, vendo sua Benevento ameaçado, tentou enfrentá-lo; mas o exército pontifício foi derrotado na Batalha de Civitate (1054), o Papa foi capturado, e assim Benevento permaneceu uma ilha pontifícia em terra normanda.
A conquista normanda na Itália meridional deu-se em duas frentes: por um lado continuou a erodir o poder bizantino na Apúlia e Calábria e por outro começou a luta para tomar a Sicília dos muçulmanos.

O Reino da Sicília, como existiu desde a morte de seu fundador, Rogério II da Sicília, em 1154. As fronteiras ficaram praticamente as mesmas por 700 anos

Em 1059, Roberto Guiscardo dos Altavila fez um pacto com o Papa Nicolau II, a Concordata de Melfi, com a qual se declarava formalmente seu vassalo, obtendo em troca os títulos (ainda somente nominais) de duque da Apúlia (que compreendia também a Basilicata) e da Calábria (que estava porém ainda em parte nas mãos dos bizantinos), parte da Campânia e Sicília (que estava porém em mãos dos árabes). Os normandos conseguiram rapidamente livrar o Sul da presença bizantina com repetidas expedições que se concluíram com a conquista, por Roberto Guiscardo, da cidade de Reggio di Calabria, onde ele confirmou o título de duque da Calábria. Os Altavila assim puderam rapidamente dedicar-se à Sicília.
Rogério Bosso Altavila (Rogério de Altavila), irmão de Roberto Guiscardo, no comando de um grupo de cavaleiros, em 1061, desembarcou em Messina e invadiu a ilha (então sob domínio árabe). Até 1064, conseguiu instalar-se somente no canto nordeste da ilha e avançar até Cefalù e  Noto. Enquanto isso, Roberto tomou Brindisi e Bari (1071) e veio então em ajuda ao irmão. Em 1072, os normandos chegaram a Palermo, que foi escolhida capital e em 1077 a Taormina. No continente, caíram em suas mãos Amalfi em 1073 e Salerno em 1077.
Em 1088, Boemundo I de Antioquia, filho da primeira esposa de Roberto, se tornou soberano incontestável do Principado de Taranto. Na noite de Natal de 1130, Rogério II, filho de Rogério de Altavila, foi nomeado rei de Sicília e duque da Apúlia e Calábria, criando assim na Itália meridional um Estado de dimensões consideráveis: o Reino normando da Sicília. Ele estendeu o domínio normando com a conquista do Ducado de Nápoles (1137) e, com Assise di Ariano (1140), conferiu ao seu Reino uma organização feudal rigidamente hierárquica e estreitamente ligada à pessoa do soberano. 
O domínio dos normandos na Itália meridional teve fim em 1194 (morte de Tancredo de Lecce) e em 1198, quando Henrique, Imperador do Sacro Império Romano (morto em 1197), em virtude de seu matrimônio com Constança de Altavila (morta em 1198), uniu à coroa imperial a de rei da Sicília.

## Sicília suábia (1185-1266)

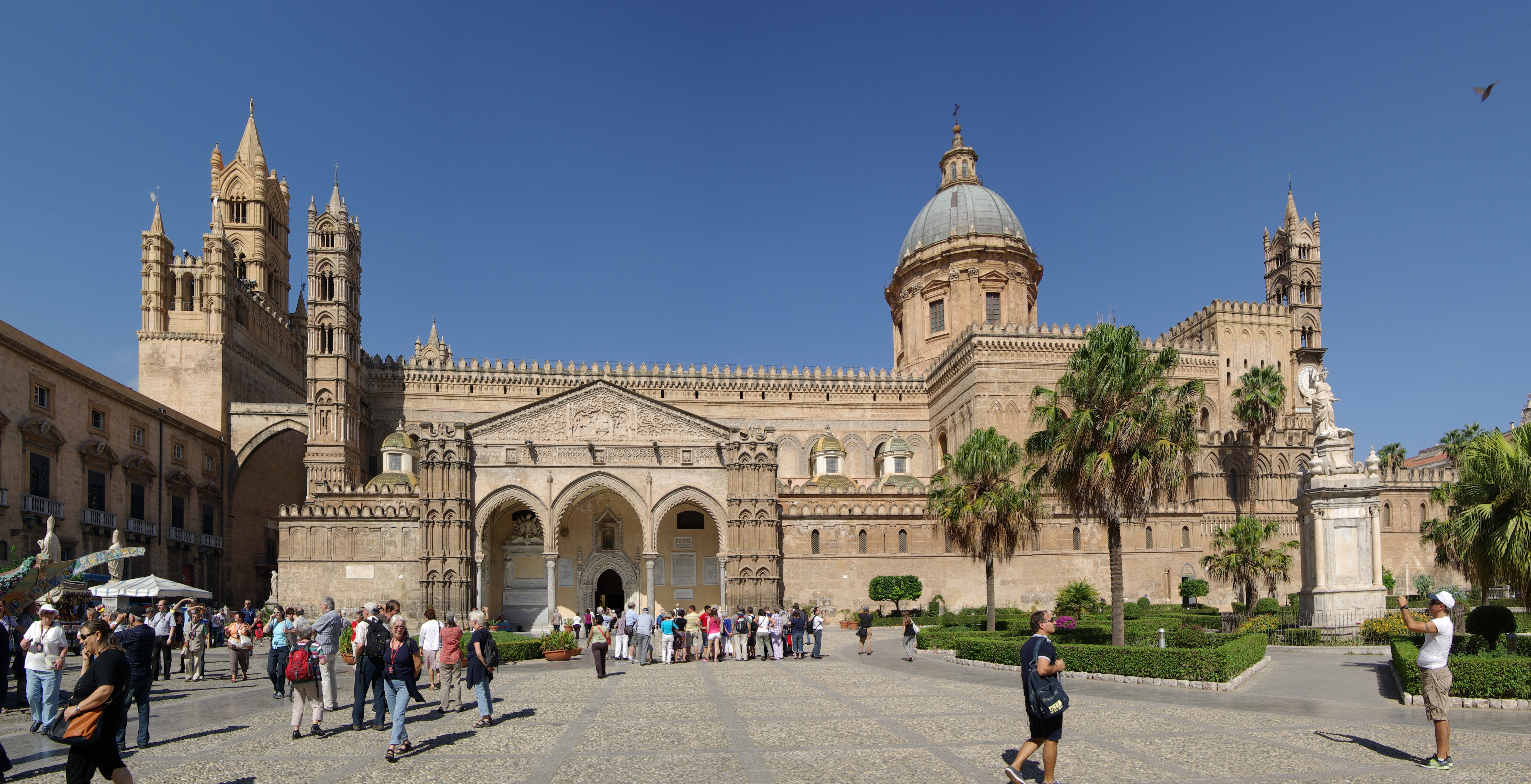
A Catedral de Palermo, síntese arquitetônica dos vários ari momentos históricos da cidade

A dominação pela dinastia suábia dos Hohenstaufen na Sicília teve início com um matrimônio de Estado entre Henrique VI, filho do imperador Frederico Barbarossa, e Constança de Altavila, filha de Rogério II da Sicília. Em 1185, abriu-se assim a estrada para a conquista suábia. Em 1194, com a morte de Guilherme III da Sicília, a ilha foi conquistada pelo soberano germânico, passando a integrar o Sacro Império. Tinha assim início a dinastia suábia na Sicília que com Frederico II, filho de Constança, atingiu seu máximo esplendor.
Palermo e a corte tornaram-se o centro do império, compreendia as terras da Apúlia e da Itália Meridional. Em Palermo nasceu a "escola poética italiana" com a primeira poesia italiana. Politicamente o soberano chamado "stupor mundi" ("maravilha do mundo") antecipou, segundo Santi Correnti, "a figura do príncipe renascimentista", também com a assim chamada "constituição Mefitane" (1231).

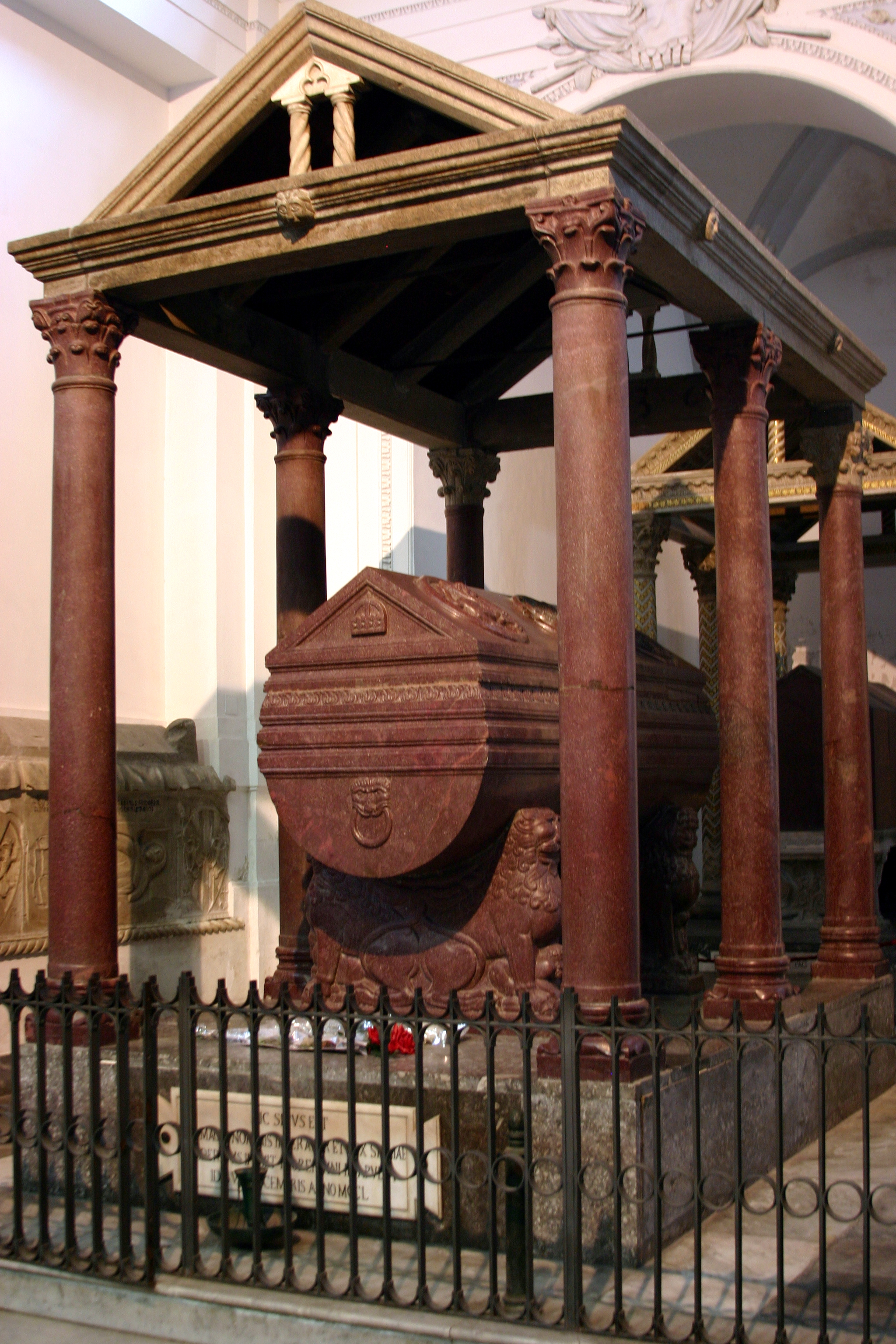
O sarcófago de Frederico II na catedral

O seu reino foi porém caracterizado pelas lutas contra o papado e as comunas italianas, nas quais teve vitórias ou compromisso, organizando a quarta cruzada e dotando a ilha de castelos e fortificações.
Em 1250, quando morreu, foi sepultado na catedral de Palermo, iniciando a luta de sucessão. Em 1266, Carlos I de Anjou, irmão do rei da França Luís IX, derrotou Manfredo da Suábia, filho natural de Frederico II, em Benevento e foi coroado rei da Sicília pelo papa.

### Os suábios em Catânia
A nobreza de Catânia não teve um relacionamento feliz com os Hohenstaufen, nem mesmo com o grande Frederico II, contra quem se rebelou em 1232. Melhoria importante para o futuro da cidade foi a inserção de Catânia entre as cidades imperiais, terminando assim a hegemonia dos condes-bispos.

### Os suábios em Enna
Em Castrogiovanni (atual Enna), os suábios deixaram notáveis traços de sua presença, especialmente na arquitetura militar da cidade. Frederico II, de fato, escolheu Enna como sua capital de verão e com tal fim reestruturou completamente o grandioso Castelo de Lombardia, fazendo reforçar os muros com 20 torres e construindo um palácio e uma capela episcopal, onde convocou o primeiro parlamento siciliano. Ao imperador Frederico II se deve a Torre de Frederico II de Enna, um dos mais notáveis exemplos da arquitetura suábia na Sicília.

### Os suábios em Siracusa
A conquista suábia de Siracusa ocorreu somente em 1221. Anteriormente, Siracusa foi incluída nos domínios genoveses por 15 anos. A dominação genovesa favoreceu o comércio. Sob os normandos, reforçara sua posição de bastião militar, com a construção do Castelo Maniace e de diversos edifícios, como o palácio episcopal e o Palácio Bellomo.

### Os suábios em Augusta
Sob Frederico II, foi construído o castelo de Augusta. Pesquisas arqueológicas revelaram uma torre ortogonal na parte sul do quintal (o resto dentro do edifício, na ala construída pelos espanhóis).

## Sicília angevina (1266-1282)

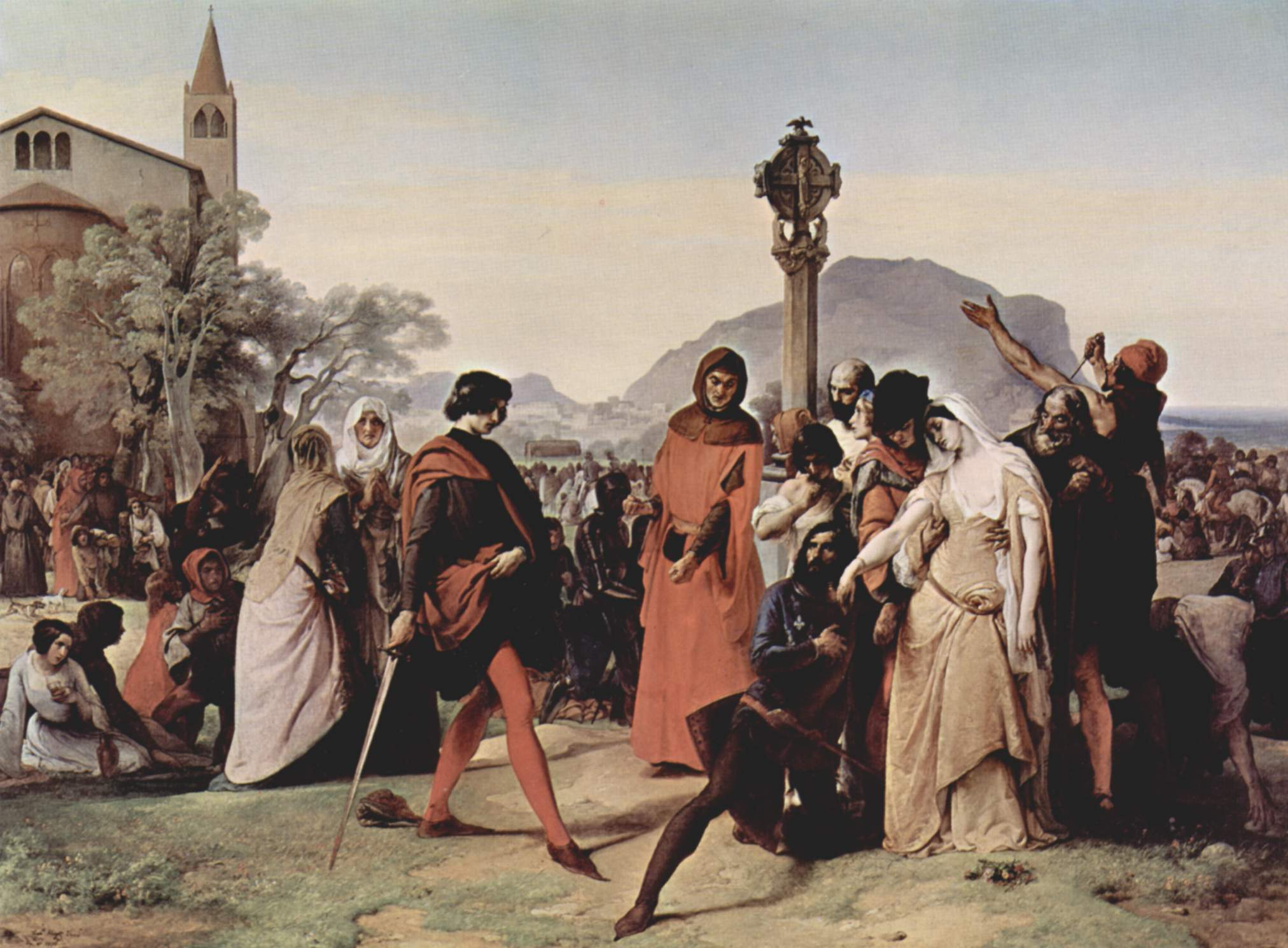
Vésperas sicilianas (1846) de Francesco Hayez

Ao fim da dinastia dos Hohenstaufen, em 1266, a Sicília foi designada pelo Papa, que considerava a ilha patrimônio da Igreja, a Carlos I, mas o domínio angevino na Sicília teve curta duração.
No verão de 1282, Messina foi posta sob assédio por Carlos I de Anjou, que sabia que não poderia avançar ao interior da Sicília sem haver dominado a cidade sobre o estreito. O assédio durou até o final de setembro, mas a cidade não foi derrotada.
Catânia foi um dos centros da revolta contra os angevinos: os cataneses, que haviam sofrido injustiças e danos econômicos devido ao fechamento do porto da cidade, contribuíram valorosamente para derrubar os "maus senhores". Os mais importantes nomes que conduziram a revolta em Catânia foram Palmiero, abade de Palermo, Gualtiero da Caltagirone, Alaimo da Lentini e Giovanni da Procida. Este último, em 1280, disfarçado de monge, recorreu ao papa Nicolau II, ao imperador bizantino Miguel VIII Paleólogo e ao rei Pedro III de Aragão, para pedir: ao papa para não apoiar Carlos de Anjou em caso de revolta; ao imperador Miguel o apoio externo contra o inimigo comum; e ao rei de Aragão para fazer valer o seu direito ao trono da Sicília enquanto marido de Constança, filha de Manfredo, o último dos Hohenstaufen.

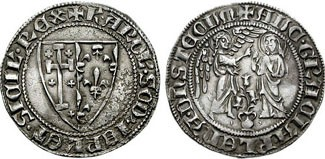
Saluto de prata de Carlos I

Nesse ínterim, os sicilianos haviam oferecido a coroa da Sicília a Pedro III de Aragão, marido de Constança, filha do falecido rei Manfredo da Suábia, transformando a insurreição em um conflito político entre sicilianos e aragoneses por um lado e os angevinos, o Papado, o Reino da França e as várias facções guelfas de outro lado.
Em 1282, o moto mais bem conhecido como Vésperas sicilianas pôs fim ao domínio da ilha por parte da dinastia francesa. Apenas estourou a revolta na Sicília, a frota aragonesa já estava em Palermo e a ocupação da cidade por Pedro dava assim início à dominação dos aragoneses na Sicília (1282-1410).
Em 26 de setembro de 1282, o Rei Carlos, derrotado, retornou a Nápoles.

## Sicília aragonesa (1282-1513)

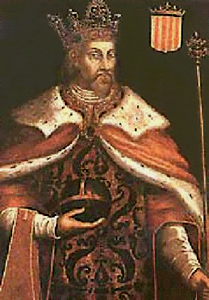
Pedro III de Aragão

Em 1282, imediatamente após as Vésperas Sicilianas (revolta contra os franceses que aí se haviam instalado com a casa de Anjou), o Reino da Sicília foi dividido em duas partes (Sicília e Itália meridional), mas ambas conservaram oficialmente o nome de Reino da Sicília. Nápoles (Itália meridional) continuou sob o controle da dinastia francesa, mas a ilha da Sicília se proclamou independente e elegeu como rei Pedro III, o Grande, rei de Aragão. Seguiram-se então mais de cinco séculos de governo dos príncipes aragoneses e reis espanhóis. 
Em 1442, Afonso V, príncipe de Aragão, reuniu o Reino da Sicília e o Reino de Nápoles sob o nome de Reino das Duas Sicílias, o que não foi bastante para evitar nova cisão. Em 1458, separada de Nápoles, a Sicília continuou sob o domínio de Aragão.

### Os judeus na Sicília
Nesta ilha viviam várias famílias judaicas, que já tinham sido vítimas de pogroms anteriormente. Mas os judeus tinham também um papel predominante no comércio e na medicina na ilha. 
Quando em 1492 os Reis Católicos, Fernando II (rei da Sicília desde 1468) e Isabel, ordenaram a expulsão ou a conversão dos judeus na Espanha, e a Sicília teve de fazer o mesmo. O vice-rei siciliano hesitou, mas acabou por tomar medidas lesivas dos judeus: proibiu-os de vender as suas posses e impediu-os de levar consigo quaisquer armas. Como consequência da saída dos judeus sabemos que o comércio e a economia siciliana sofreu bastante. 
No século XVII alguns sicilianos pediram ao rei que fizesse alguma coisa para fomentar o comércio na ilha. Carlos II concedeu a Messina o privilégio de porto livre (ver Stadtluft macht frei) e concedeu aos judeus o direito de estabelecer o comércio ali, com a condição de eles dormirem fora da cidade e que usassem um sinal distintivo na sua roupa. Esta posição ambígua não encorajou os judeus a virem e em 1728, foi concedido aos judeus o direito do comércio em qualquer parte da ilha, que residissem em Messina, terem uma sinagoga e um cemitério e a poderem possuir e dispor de propriedade. Mesmo isto não ajudou, e em 1740 o rei convidou explicitamente os judeus a virem para a ilha. Algumas famílias aceitaram mas viram-se maltratadas pela população. Pouco depois, os judeus foram culpados por elementos da igreja católica pela incapacidade do rei em gerar um sucessor de sexo masculino. Sete anos tinham passado desde que estas últimas famílias tinham chegado e os judeus voltaram a ser expulsos.
Fernando II, o Católico, recuperou em 1504 o reino de Nápoles sob os auspícios da coroa espanhola. Com o Tratado de Utrecht (1713), a Sicília separou-se novamente de Nápoles.

## Sicília espanhola (1513—1713)
A dominação espanhola na Sicília começou em 23 de janeiro de 1516, com a ascensão de Carlos V do Sacro Império Romano-Germânico ao trono de Espanha, e terminou em 10 de junho de 1713, com a assinatura do Tratado de Utrecht, que sancionou a passagem da ilha de Filipe V a Vítor Amadeu II de Saboia.

## Sicília piemontesa (1713—1718)
A dominação piemontesa na Sicília começou em 10 de junho de 1713, que marcou a passagem da ilha de Filipe V a Vítor Amadeu II de Saboia, e se concluiu em 1720, quando Carlos VI invadiu a ilha e a trocou com a Sardenha.

## Sicília bourbônica (1734—1860)

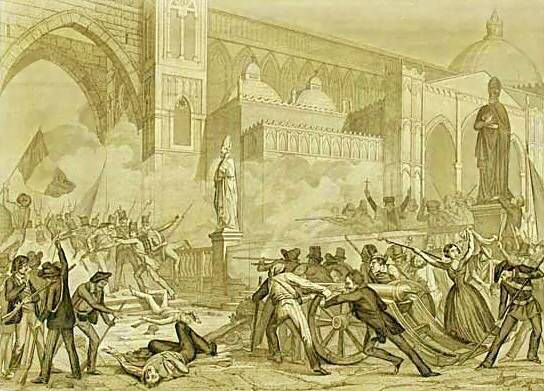
A revolução de 1848 em Palermo

Em 1720, a Sicília passou ao controle dos Habsburgos e, em 1734, o Reino das Duas Sicílias foi restaurado em proveito de Carlos de Bourbon e seus descendentes.
Em 1799, o exército revolucionário francês derrotou Fernando II, rei das Duas Sicílias, e conquistou o Reino de Nápoles. Sete anos depois, Napoleão Bonaparte impôs seu irmão José Bonaparte (José I) no trono napolitano, no qual permaneceu por um breve período. 
Depois do Congresso de Viena de 1815, que restaurou os monarcas europeus nos tronos que haviam perdido durante a época napoleônica, o rei Fernando I, já então rei Fernando IV de Nápoles e de Sicília, atribuiu-se o Reino de Nápoles que havia perdido em 1806 e, em 8 de dezembro de 1816 uniu os dois reinos restaurando assim o Reino das Duas Sicílias.

## Sicília da Itália unificada (1860—atualidade)
Frequentemente conturbada por agitações, a Sicília foi palco, em 1820, de um levante militar, dirigido pelos carbonários, e em 1861 foi ocupada pelas tropas do nacionalista italiano Giuseppe Garibaldi. Garibaldi reconheceu Vítor Emanuel II como rei, monarca do Piemonte e Sardenha, e a Sicília foi incorporada por plebiscito ao Reino da Itália. 
Após a Segunda Guerra Mundial, com a Constituição de 1948, a Sicília, devastada pela pobreza e pela Máfia, recebeu um estatuto de autonomia, convertendo-se numa região autônoma da Itália, com amplos poderes de autogoverno.